# Isla Chañaral
Isla Chañaral es una isla que está localizada a 6 km de la costa nortina central chilena, a unos 100 km al norte de la ciudad de La Serena, en la Región de Atacama, frente a la Caleta Chañaral de Aceituno. Junto con Isla Choros e Isla Damas, forma la Reserva Nacional Pingüino de Humboldt, la cual es administrada por la Corporación Nacional Forestal (CONAF).
Todas las tres islas mantienen poblaciones de pingüinos de Humboldt, pero también son hábitat para otras especies raras y en peligro de extinción, tales como el yunco común o el chungungo. En los últimos años, la reserva ha experimentado un fuerte incremento en actividades turísticas, debido principalmente a la presencia de cetáceos. 
Con un área de superficie de 6.55 km², isla Chañaral es la más grande las islas de la reserva. El acceso a la isla está restringido a un permiso. La isla consiste en dos niveles de meseta. La principal meseta, que está entre 50 y 70 metros sobre el nivel del mar, está dividida en una parte occidental y oriental por una segunda meseta alta (>100 m). La vegetación de las mesetas difiere considerablemente. Mientras la meseta principal es dominada por arbustos y cactus, la meseta alta tiene una apariencia árida con sólo unas pocas adiciones de cactus pequeños.
La isla pertenece, hidrológicamente, al ítem 039, llamado Cuencas costeras e islas entre río Huasco y Cuarta Región, del inventario de cuencas de Chile (BNA).